# Bausch & Lomb Championships 2000
Bausch & Lomb Championships 2000 — жіночий тенісний турнір, що проходив на відкритих кортах з ґрунтовим покриттям на острові Амелія (США). Належав до турнірів 2-ї категорії в рамках Туру WTA 2000. Відбувсь удвадцятьперше і тривав з 10 до 16 квітня 2000 року. Моніка Селеш здобула титул в одиночному розряді.

## Фінальна частина

### Одиночний розряд
Моніка Селеш —  Кончіта Мартінес 6–3, 6–2
- Для Селеш це був 2-й титул за сезон і 46-й — за кар'єру.

### Парний розряд
- Змагання в парному розряді скасовано на стадії півфіналів погану погоду